# Clossiana calynde
Clossiana calynde är en fjärilsart som beskrevs av Hans Fruhstorfer 1922. Clossiana calynde ingår i släktet Clossiana och familjen praktfjärilar. Inga underarter finns listade i Catalogue of Life.